# Ожеговщина
Ожего́вщина (рос. Ожеговщина) — присілок у складі Юр'янського району Кіровської області, Росія. Входить до складу Загарського сільського поселення.
Населення становить 28 осіб (2010, 36 у 2002).
Національний склад станом на 2002 рік — росіяни 94 %.